# Minister za vzgojo in izobraževanje Republike Slovenije
Minister za vzgojo in izobraževanje Republike Slovenije je politični vodja Ministrstva za vzgojo in izobraževanje Republike Slovenije, ki ga predlaga predsednik Vlade Republike Slovenije in imenuje Državni zbor Republike Slovenije ter je po Zakonu o Vladi Republike Slovenije član Vlade Republike Slovenije.

## Zakonodaja
Funkcija ministra za izobraževanje, znanost in šport je bila dokončno vzpostavljena 6. marca 2013 s preoblikovanjem Ministrstva za izobraževanje, znanost, kulturo in šport Republike Slovenije v Ministrstvo za izobraževanje, znanost in šport Republike Slovenije. Pred tem pa je bila 27. januarja 2012 z vzpostavitvijo Ministrstva za izobraževanje, znanost, kulturo in šport Republike Slovenije vzpostavljena funkcija ministra za izobraževanje, znanost, kulturo in šport. S tem pa so bile odpravljene funkcije ministra za šolstvo in šport, ministra za visoko šolstvo, znanost in tehnologijo ter ministra za kulturo. 24. januarja 2023 se položaj preimenuje v ministra za vzgojo in izobraževanje.

## Delovna področja
Delovna področja za katera je odgovoren minister za izobraževanje, znanost in šport so:
- predšolska vzgoja in osnovno šolstvo,
- srednje, višje šolstvo in izobraževanje odraslih,
- visoko šolstvo in znanost,
- informacijska družba,
- šport in
- razvoj izobraževanja.

## Položaj v Evropski uniji
Minister za izobraževanje, znanost in šport je član Sveta Evropske unije za konkurenčnost (COMP), Sveta Evropske unije za transport, telekomunikacije in energijo (TTE) in Sveta Evropske unije za izobraževanje, mladino in kulturo (EYC), ki predstavljajo tri od oblik Sveta Evropske unije.

## Seznam ministrov
Seznam oseb, ki so opravljale funkcijo ministra za izobraževanje, znanost in šport.

### Minister za izobraževanje, znanost, kulturo in šport
10. vlada Republike Slovenije
- Žiga Turk (imenovan 10. februarja 2012[7]–razrešen 27. februarja 2013[8])

### Minister za izobraževanje, znanost in šport
11. vlada Republike Slovenije
- Jernej Pikalo (imenovan 20. marca 2013[9]–razrešen 18. septembra 2014[10])

12. vlada Republike Slovenije
- Stanka Setnikar Cankar (imenovana 18. septembra 2014[10]–odstopila 6. marca 2015[11])
- Klavdija Markež (imenovana 28. marca 2015[12]–odstopila 3. aprila 2015[13])
- Maja Makovec Brenčič (imenovana 13. maja 2015[14]–13. septembra 2018)

13. vlada Republike Slovenije
- Jernej Pikalo (13. september 2018–13. marec 2020)

14. vlada Republike Slovenije
- Simona Kustec (13. marec 2020–1. junij 2022)

15. vlada Republike Slovenije
- Igor Papič (1. junij 2022–24. januar 2023)

### Minister za vzgojo in izobraževanje
15. vlada Republike Slovenije
- Darjo Felda (24. januar 2023 – 23. september 2024)